# Limnophila (Limnophila) casta casta
Limnophila (Limnophila) casta casta is een ondersoort van de tweevleugelige Limnophila (Limnophila) casta uit de familie steltmuggen (Limoniidae). De ondersoort komt voor in het Australaziatisch gebied.